# Schweinsrücken (Schleswig-Holstein)

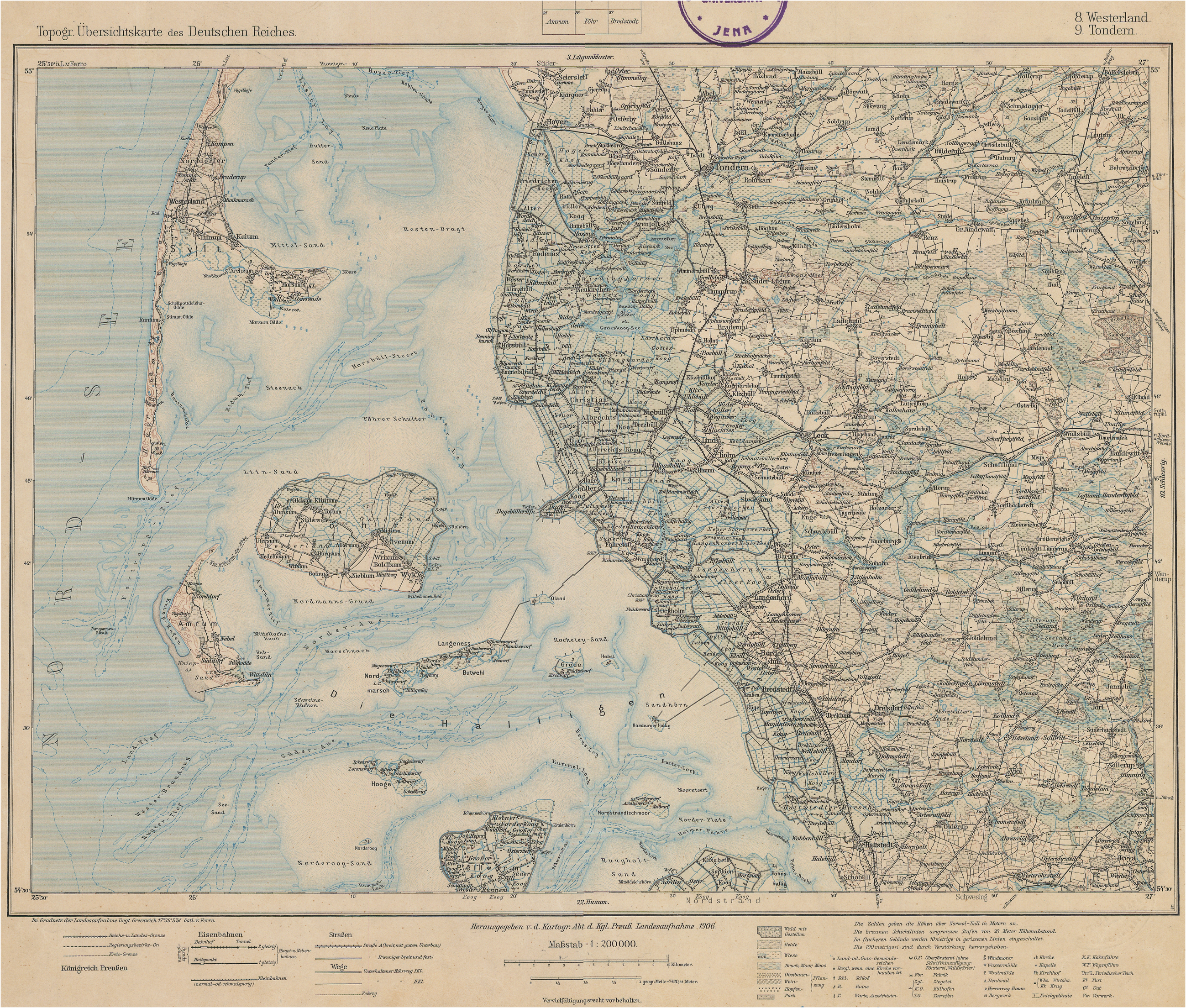
Topographische Übersichtskarte des Deutschen Reiches, Blatt 08/09 Westerland-Tondern (1906): Die Karte zeigt den Schweinsrücken westsüdwestlich von Langeneß (Nordmarsch).

Der Schweinsrücken (dänisch: Svineryggen, nordfriesisch: Swinereeg) ist eine Wattfläche zwischen der Hallig Langeneß und der Insel Amrum. Er wird umgeben vom Nordmarsch-Fahrwasser im Osten, der Wattfläche Marschnack im Norden und der Norderaue im Nordwesten. Südlich verläuft die Süderaue.
Früher gehörte die Fläche zur Wiedrichsharde.
Bei Ebbe fällt die Fläche gewöhnlich trocken und wird dann im Sommer von Seehunden bevölkert. Zusammen mit der Marschnack schützt der Schweinsrücken Langeneß vor Hochwasser.